# Piper fanshawei
Piper fanshawei är en pepparväxtart som beskrevs av Truman George Yuncker. Piper fanshawei ingår i släktet Piper och familjen pepparväxter. Inga underarter finns listade i Catalogue of Life.